# Desmodus
Desmodus is een geslacht van zoogdieren uit de familie van de familie van de bladneusvleermuizen van de Nieuwe Wereld (Phyllostomidae).

## Soorten
- Desmodus puntajudensis Woloszyn & Mayo, 1974
- Desmodus draculae Morgan, Linares & Ray, 1988
- Desmodus rotundus (É Geoffroy, 1810) (Gewone vampier)